# Милиција (СССР)
Милиција (милиция) биле полицијске снаге у Совјетском Савезу до 1991. године, у неколико земаља Источног блока (1945–1992) и у несврстаној СФР Југославији (1945–1992). Термин Милиција се и даље користи у уобичајеној, а понекад и званичној употреби у неким од појединачних бивших совјетских република као што су Белорусија, Таџикистан, Узбекистан и Киргистан, као и у делимично признатим или непризнатим републикама Абхазија, Јужна Осетија, Придњестровље, ДНР и ЛНР.

## Име и статус
Назив милиција у примени на полицијске снаге потиче из декрета руске привремене владе од 17. априла 1917. и из ране совјетске историје : и Привремена влада и бољшевици су намеравали да повежу свој нови ауторитет за спровођење закона са самоорганизацијом народ и да се разликује од царске полиције . Милиција је поново потврђена у Русији 28. октобра (10. новембра, према новом стилу датирања ), 1917. под званичним називом „Радничко-сељачка милиција“, што је још више у супротности са оним што су бољшевици називали полицијом која штити „ буржоаску класу“. На крају га је заменило Министарство унутрашњих послова (руски: МВД, МВД ; украјински: МВС, МВС ; белоруски: МУС, МУС ), што је сада званични пуни назив за снаге милиције у одговарајућим земљама. Његови регионални огранци се званично називају одељења унутрашњих послова — градско одељење унутрашњих послова, рајонско одељење унутрашњих послова, обласно одељење унутрашњих послова итд. (руски термин за рајонско одељење је ОВД (ОВД; Отдел/Отделение внутренних дел, Отдел/Отделениие внутренникх дел ), за одељење региона је УВД (УВД; Управление унутрашњи дел, Управлениие внутренникх дел ) или, понекад, ГУВД (ГУВД; Главное управление внутренникх дел ), исто за националне републике је МВД, ( МВД; Министарство унутрашњих дел, Министерство внутренних дел ).
Функционално, министарства унутрашњих послова су углавном полицијске агенције. Њихове функције и организација значајно се разликују од одељења са сличним називом у западним земљама, која су обично цивилна извршна тела на чијем челу су политичари и која су одговорна за многе друге задатке, као и за надзор спровођења закона. Совјетске и МВД-ове који су их наследили обично је предводио генерал милиције и претежно се састоје од службеног особља, а цивилни службеници попуњавају само помоћна места. Иако су такви министри чланови кабинета својих земаља, они обично не одговарају премијеру или парламенту, већ само председнику. Локална одељења милиције су подређена својим регионалним одељењима, и имају мало одговорности према локалним властима.
Јединице унутрашњих послова унутар саме милиције обично се називају одељењима „унутрашње безбедности“.
Званични називи појединих органа и служби милиције у постсовјетским земљама су обично веома компликовани, па се стога користи краткотрајна милиција. Закони полицију обично називају милицијом.
Кратак термин за полицајца (без обзира на пол) је милиционер (рус. милиционер, украјински: мiлiцiонер ). Жаргонски руски изрази за милиционера укључују мент (множина: менти, менти ) и мусор (множина: мусора, мусора ). Иако је последња реч увредљива (буквално значи „смеће“ или „ђубре“), потиче од акронима за Московско одељење за кривичне истраге ( рус. МУС, скраћено за рус. Московский уголовный сыск ) у царској Русији . Мент је близак еквивалент енглеском жаргонском изразу „полицајац“ и потиче од пољског говора Лвов или можда од пољске речи менда.
Следеће земље су промениле назив полицијских снага из Милиција (или еквивалент) у назив у западном стилу који је аналоган "полиција": Бугарска, Пољска, Румунија, Естонија, Литванија, Молдавија, Летонија, Монголија, Северна Македонија, Азербејџан, Грузија, Србија, Црна Гора, Босна и Херцеговина, Хрватска, Словенија, Казахстан, Јерменија, Туркменистан, Русија и Украјина.
Узбекистан је 2019. године званично уклонио помињање речи „милиција“ из својих закона, а да их није заменио речима „полиција“.
Полиција се и даље зове милиција у Белорусији, Таџикистану, Киргистану, као и у непризнатим републикама Абхазији, Јужној Осетији и Придњестровљу . У Киргистану се наставља активна дискусија о преименовању полицијских снага из милиције у полицију.

## Општи преглед
Организациона структура, методе и традиције милиције значајно се разликују од оних западне полиције. Милиција се као организација састоји од многих функционалних одељења, као што је ГИБДД, саобраћајна полиција. Детективи организованог криминала формирају веома независне одреде унутар регионалне милиције. Неке јединице могу имати карактеристична имена (као ОМОН у Русији) која су специфичнија од милиције или милиционера.
Кадровски чинови Милиције углавном прате чинове армије – од редова (рус: риадовои ), који је најнижи чин, до генерал-пуковника – са само овим изузецима: нема чинова Јефрејтор, генерал армије или маршал . Детективи (руски: оперативник скраћено од оперативнии работник ) имају најмање чин поручника и могу бити унапређени у мајора или потпуковника. Милиција области (или другог еквивалентног субнационалног ентитета) обично је на челу са генералом. Назив чина има суфикс од милиција (нпр. мајор милиције за мајора). Особље Милиције носи ватрено оружје, али им није дозвољено да носе оружје када су ван дужности.
За разлику од полицијских агенција неких других земаља, милиционерима се не додељују стални партнери, већ раде сами или у већим групама. Ни униформисани службеници ни детективи не смеју сами да управљају полицијским возилима, тако да је за сваки аутомобил одређен возач специјалиста (било сервисер или државни службеник) који је такође задужен за његово одржавање. Према Правилнику о служби патролне полиције, одређени полицајац-возач мора имати возачку дозволу и није дозвољено да напусти возило. Међутим, ово се односи само на потпуно обележена полицијска возила са светлима за случај опасности; детективима је дозвољено да возе цивилне аутомобиле са регистрованим у МВД-у, са белим таблицама (означена полицијска возила имају плаве таблице) са одређеним серијама (на пример, о... во, о... рр, о... мм, о... ом ). Последња два се обично додељују возилима регистрованим у јединицама МВД регионалног нивоа. Закон не предвиђа никакве преференције на путу нити дозвољава паљење у случају нужде и/или сирене на таквим возилима, стога технички полицајци немају право да крше саобраћајне прописе чак ни док су на задатку. Једини изузетак је ГИБДД (Саобраћајна милиција): њени припадници возе своје (или чак и приватне) аутомобиле и посебно су обучени за ризичну вожњу.
Јединствена карактеристика приступа милиције полиције је систем територијалног патроната над грађанима. Градови, као и сеоска насеља, подељени су на участке ( рус. pl. участки, "кварт" ) са посебним участковим милиционером ("четврт полицајац"), додељен сваком. Главна дужност участковог је да одржава блиске односе са становницима своје четврти и прикупља информације међу њима. Конкретно, участковии треба лично да познаје сваког бившег осуђеника, овисника о дрогама, младог хулигана итд. у датом учешћу, и да их редовно посећује ради превентивног утицаја. Участковии је такође одговоран за борбу против мањих прекршаја као што су насиље у породици, бука, паркинг у стамбеним зонама итд. Участковии је такође главна, а заправо права, снага милиције у удаљеним областима и малим насељима где нису формиране сталне полицијске управе. Милиционери Участковог поседују посебне мале канцеларије у оквиру својих одаја и одржавају пријем грађана одређеним радним данима.
Овај систем мало подсећа на амерички систем шерифа, али показује неке значајне разлике. Участковии није ни главни полицајац у датој заједници, нити универзална (не комбинује детективске, затворске или специјалне тактичке задатке).
Систем участковја датира још из царских времена када су уријадници вршили полицију најнижег нивоа у руралним областима. У Совјетском Савезу, участиви су такође били одговорни за задатке као што су одржавање ограничења прописке и надгледање бивших политичких затвореника, који су били подложни свакодневној регистрацији у локалној канцеларији МВД-а.
Иако жене чине значајан део особља милиције, обично им није дозвољено да попуне позиције које носе ризик (као што су патролни, стражари, специјалци ), али им је дозвољено да носе ватрено оружје за самоодбрану. Уместо тога, они су широко заступљени међу истражитељима, инспекторима за малолетнике, службеницима, итд. Међутим, ограничени су покушаји да се жене именују за саобраћајне службенике или оперативце.

### Регрутована полиција
Још једна јединствена карактеристика милиције је употреба регрутованих војника из унутрашњих трупа и специјалних моторизованих јединица милиције ( СМЧМ, СМЦхМ) за редовну градску полицију и за обезбеђење разних масовних догађаја, што је захтевало више ангажовања снага него иначе. Унутрашње трупе и СМЦхМ су војне снаге сличне жандармерији које се могу доделити да извршавају једноставне задатке јавне безбедности, као што су патролирање уз пратњу професионалних милиционера, или затварање великих маса на спортским догађајима, концертима и протестима. Ови војници не поседују ватрено оружје на својим полицијским дужностима, али су опремљени гуменим полицијским палицама ПР-73, ПР-90 тона и пратећом опремом; када су позвани да обављају задатке контроле нереда, обично су опремљени балистичким штитовима и сузавцем . Војници СМЦхМ обично носе сиве униформе милиције, које се разликују од официра по томе што носе стандардне сапоги уместо појединачних чизама или ципела, унутрашње трупе носе зелену војну униформу . У ванредним ситуацијама, рацијама, мрежама и другим полицијским операцијама опремљени су панцирима и заштитном опремом, ватреним оружјем и оклопним возилима док обављају своје полицијске дужности.
Док нису на дужности у провођењу закона, војници бораве у касарнама и одржавају стандардну војну обуку. Специјалне моторизоване јединице милиције стациониране у градовима били су сви батаљони са три изузетка. Кијев и Лењинград су имали пукове, а Москва је имала дивизију, познату као ОДОН, која се често користи за полицију у Москви; његови војници се могу уочити по закрпу на рамену на којој се налази бели пантер ; остале јединице унутрашњих трупа у Подмосковљу користе нараменицу са белим соколом.

### Ознаке ранга
До краја 1936. Народна милиција и унутрашње трупе НКВД-а нису имале личне чинове, слично Црвеној армији, Црвеној морнарици и ОГПУ, и користиле су положајне чинове. Када су лични чинови поново уведени у војску 1935. године, Милиција је створила необичан систем чинова који је био мешавина стандардних војних чинова као што су наредник, поручник, капетан и мајор, и старих чинова као што су 'вођа одреда', 'инспектор', и 'директор', неки са неколико оцена попут 'сениор' или 'јуниор'. Ознаке чинова овратника биле су потпуно оригиналне и нису засноване на војним ознакама.
Овај систем је углавном поново користио ГУГБ у својој специјалној структури чинова уведеној 1935. године, иако са новим ознакама чинова и чиновима у стилу комесара за највише официре.
Нове ознаке су издате ГУГБ-у 1937. и Милицији 1939. године. Сада се заснивао на ознакама чинова Црвене армије и унутрашњих трупа. Збуњујуће, специјални систем чинова НКВД-а је остављен нетакнут, па је, на пример, „ Капетан Милиције/Државне безбедности добио знак са три кутије војног пуковника (у Црвеној армији ова ознака је преименована у потпуковника у септембру 1939. године, али НКВД није мењао њихове ознаке) и мајор Милиције/Државне безбедности је мапиран на обележје Комбрига (команданта бригаде) са једном групом (које је укинуто за старешине Црвене армије у мају 1940). Ово је створило велику недоследност и напетост између војске и официра НКВД/НКГБ.
Систем чинова НКВД-а је побољшан 1943. године када су нараменице у царском стилу замениле ознаке на огрлицама. Чинови су сада копирали чинове Совјетске армије, са изузетком највиших официра почев од 'старог мајора' који су преименовани у комесара Милиције 3., 2. и 1. чин, иако су и даље носили генерал-мајора, генерал-потпуковника и пуковника у стилу војске Опште даске за рамена.
ГУГБ/НКГБ је задржао своје комесарске чинове до 1945. године, а након тога је прешао на еквивалентне генералске чинове. Милиција је задржала комесарске чинове до 1973. године.
Неки официри МВД имали су различите чинове генерала унутрашње службе 1., 2. и 3. ранга; замењени су генерал-мајором, генерал-потпуковником и генерал-пуковником 1970-их.
Чинови милиције се сматрају посебним чиновима, не треба их мешати са војним (свих снага) чиновима, које користе унутрашње трупе МВД-а . Сви чинови милиције на крају су имали речи „милиција“, које су део назива чина, а не описни додатак.

#### Совјетска милиција (1935–39)
|        | Главни директор Милиције | директор Милиције | Инспектор Милиције | Сениор Мајор     | Главни           | капетане         | Старији поручник |
| ------ | ------------------------ | ----------------- | ------------------ | ---------------- | ---------------- | ---------------- | ---------------- |
| Извор: | петлица ркм 1936         | петлица ркм 1936  | петлица ркм 1936   | петлица ркм 1936 | петлица ркм 1936 | петлица ркм 1936 | петлица ркм 1936 |

|        | Поручниче        | млађи поручник   | наредниче        | Кадет            | Старсхина        | Вођа подјединице | Виши милиционер  | Милиционар       |
| ------ | ---------------- | ---------------- | ---------------- | ---------------- | ---------------- | ---------------- | ---------------- | ---------------- |
| Извор: | петлица ркм 1936 | петлица ркм 1936 | петлица ркм 1936 | петлица ркм 1936 | петлица ркм 1936 | петлица ркм 1936 | петлица ркм 1936 | петлица ркм 1936 |

#### Бивша руска милиција
|                                          | Врховни надзорни штаб | Врховни надзорни штаб | Врховни надзорни штаб | Врховни надзорни штаб | Више надзорно особље | Више надзорно особље | Више надзорно особље | Средњи надзорни кадар | Средњи надзорни кадар | Средњи надзорни кадар | Средњи надзорни кадар |
| ---------------------------------------- | --------------------- | --------------------- | --------------------- | --------------------- | -------------------- | -------------------- | -------------------- | --------------------- | --------------------- | --------------------- | --------------------- |
| Ознаке на рамену за свакодневну униформу |                       |                       |                       |                       |                      |                      |                      |                       |                       |                       |                       |
| Ранг                                     | генерал пуковни       | генерал-пуковник      | Генерал-мајор         | пуковник              | Потпуковник          | Majор                | капетан              | Старији поручник      | Поручниче             | Млађи поручник        |                       |

|                                          | Млађе надзорно особље | Млађе надзорно особље | Млађе надзорно особље | Млађе надзорно особље | Млађе надзорно особље | Млађе надзорно особље | Приватно особље |
| ---------------------------------------- | --------------------- | --------------------- | --------------------- | --------------------- | --------------------- | --------------------- | --------------- |
| Ознаке на рамену за свакодневну униформу |                       |                       |                       |                       |                       |                       |                 |
| Ранг                                     | Сениор прапоршчик     | прапоршчик            | Старшина              | Старији водник        | наредник              | Млађи наредник        | војник          |

#### Бивша украјинска милиција
|                                          | Генерал Официри  | Генерал Официри  | Генерал Официри | Генерал Официри | Виши официри | Виши официри | Виши официри | Млађи официри    | Млађи официри | Млађи официри  | Млађи официри |
| ---------------------------------------- | ---------------- | ---------------- | --------------- | --------------- | ------------ | ------------ | ------------ | ---------------- | ------------- | -------------- | ------------- |
| Ознаке на рамену за свакодневну униформу |                  |                  |                 |                 |              |              |              |                  |               |                |               |
| Ранг                                     | генерал-пуковник | генерал-пуковник | Генерал-мајор   | пуковник        | Потпуковник  | Мајор        | Капетан      | Старији поручник | Поручник      | Млађи поручник |               |

|                                          | Приватни официри  | Кадети официри | Подофицири | Подофицири     | Подофицири | Подофицири     | Подофицири | Подофицири |
| ---------------------------------------- | ----------------- | -------------- | ---------- | -------------- | ---------- | -------------- | ---------- | ---------- |
| Ознаке на рамену за свакодневну униформу |                   |                |            |                |            |                |            |            |
| Ранг                                     | Сениор прапоршчик | Прапоршчик     | Старшина   | Старији водник | наредник   | Млађи наредник | војник     | Кадет      |

#### Белоруска милиција
| Категорија | Генерал Персоннел | Генерал Персоннел | Генерал Персоннел | Виши официри | Виши официри | Виши официри | Јуниор Оффицерс | Јуниор Оффицерс | Јуниор Оффицерс | Јуниор Оффицерс |
| ---------- | ----------------- | ----------------- | ----------------- | ------------ | ------------ | ------------ | --------------- | --------------- | --------------- | --------------- |
| Ранг       |                   |                   |                   |              |              |              |                 |                 |                 |                 |
| Чинови     | генерал-пуковник  | генерал-пуковник  | Генерал-мајор     | пуковник     | потпуковник  | Мајор        | капетан         | Сениор поручник | Поручник        | Млађи Поручник  |

| Категорија      | Заставници    | Заставници | наредници | наредници       | наредници | наредници      | Приватни | Приватни |
| --------------- | ------------- | ---------- | --------- | --------------- | --------- | -------------- | -------- | -------- |
| Полицијско раме |               |            |           |                 |           |                |          |          |
| Ранг            | Сениор Енсигн | Енсигн     | Старшина  | Сениор наредник | наредник  | Млађи наредник | каплар   | Војник   |

## Неполицијске услуге
Совјетска и нека пост-совјетска министарства унутрашњих послова такође су укључивала:
- Милитаризоване снаге ( унутрашње трупе );
- Одељење за затворе (тј. Гулаг и његови наследници), ако није спојено са другим министарствима или агенцијама;
- Служба за пасош и регистрацију, ако није спојена са Службом за миграције .

Ове неполицијске службе треба разликовати од саме милиције, осим службе за пасош и регистрацију, чије структуре су често укључене у ОВД и понекад се сматрају једном од важних служби милиције . Њихови чланови су увек користили различите генеричке називе и специфичне чинове (нпр. мајор унутрашње службе, а не мајор милиције ).

## Аутомобили совјетске милиције (ГАИ).
Најчешћи типови су били:
- Рестауриран аутомобилГАЗ-21 Волгамилиције у Минску 2014
- Рестауриран комбиУАЗ-452у Минску 2014
- Рестауриран аутомобилВАЗ-2101 Жигулимилиције уТартуу2014
- РестауриранВАЗ-2106у Минску 2014
- ГАЗ-24 Волга

## Постсовјетске снаге Милиције

### Русија
Руски МВД је поново створен као МВД руске СФСР 1990. године, након обнављања републичког Савета министара и Врховног совјета, и остао је када је Русија стекла независност од Совјетског Савеза. Контролисао је Милицију, Државну инспекцију путева ( ГАИ ) и унутрашње трупе. Од распуштања Пореске полиције бави се и истрагом привредног криминала.
У августу 2010, председник Дмитриј Медведев је увео ново законодавство за реформу и централизацију финансирања милиције, као и за званичну промену назива милиције у „Полиција“ (израз који се користио у Руској империји). Промена је извршена 1. марта 2011.

### Украјина
Милиција је била национална полицијска служба Украјине од 1950-их до 2015. године. Милиција је формирана док је Украјином управљала Украјинска Совјетска Социјалистичка Република, део Совјетског Савеза, и наставила је да служи као национална полицијска служба у независној Украјини све док је није заменила Национална полиција Украјине 7. новембра 2015.

### Друге јурисдикције
Термин милиција остаје у употреби у неколико случајева делови бившег Совјетског Савеза:
- Министарство унутрашњих послова Белорусије води милицију ( блр. мiлíцыя ), као и друге агенције за спровођење закона као што су Председничка служба безбедности и Комитет државне безбедности (КГБ) .
- Таџикистан је задржао назив милитсииа, који се понекад преводи као "полиција".[9]
- Придњестровске полицијске снаге носе званични назив <i id="mwA8s">ПМР милиција</i>.[10]

Сродни термини су такође ушли у употребу у неколико земаља совјетског блока током Хладног рата . Примери укључују Бугарску ( Народна милиција ), Пољску ( Милицја Обивателска ) и друге земље Варшавског пакта, као и несврстану СФР Југославију ( Милиција ), која је постепено угашена током 1990-их и замењена полицијом (полицијом) почетком 1997. Бугарска је променила назив свог органа за спровођење закона у Полиција ( буг. полиция  ) 1991. године. Румунија је водила Милицију, али након пада комунистичког режима (1989), Политија ју је заменила 1990.